# Layla El
Layla El (ur. 25 czerwca 1977 w Londynie) – brytyjska tancerka, modelka, wrestlerka i aktorka. Od 2006 do 2015 pracowała w World Wrestling Entertainment.
Po skończeniu college'u, Layla była tancerką w Miami Heat. El brała też udział w różnych programach telewizyjnych np. Family Feud czy Projekt Runway.
W 2006 roku Layla wygrała WWE Diva Search, zdobywając kontrakt z World Wrestling Entertainment. Pojawiła się na Smackdown, gdzie feudowała z Kristal Marshall. W styczniu 2007 roku przeniosła się do ECW gdzie prowadziła razem z Kelly Kelly i Brooke Adams segment Extreme Exposé. W 2008 roku przeniosła się na Raw, gdzie została menadżerką Williama Regala. W tym samym roku powróciła na Smackdown gdzie razem z Michelle McCool stworzyła team LayCool. W maju 2010 roku Layla zdobyła po raz pierwszy WWE Women’s Championship stając się jednocześnie pierwszą Brytyjką, która zdobyła ten tytuł, jak i pierwszą zwyciężczynią Diva Search, która zdobyła ten tytuł. Jest ona również ostatnią posiadaczką tego pasa, który został zdezaktywowany we wrześniu 2010 roku. Na gali Extreme Rules w 2011 roku pokonała Michelle McCool w pojedynku bez dyskwalifikacji, przegrany opuszcza WWE. Podczas tego pojedynku odniosła kontuzje więzadła krzyżowego przedniego i więzadła pobocznego piszczelowego. Po wyleczeniu kontuzji, Layla powróciła w kwietniu 2012 roku i na gali Extreme Rules zdobyła po raz pierwszy tytuł WWE Divas Championship. Straciła go na rzecz Eve Torres na gali Night Of Champions we wrześniu 2012 roku.

## Kariera

### World Wrestling Entertainment (2006-)

#### Diva Search (2006)
Layla po raz pierwszy zetknęła się z wrestlingiem gdy jej trener zasugerował by wzięła ona udział w WWE Diva Search. Po castingu została wybrana jako jedna z finalistek. Na Smackdown 14 lipca zdobyła tygodniowy immunitet po pokonaniu jako pierwsza toru przeszkód. 11 sierpnia na Smackdown wygrała „Diva Search Talent Show” gdzie tańczyła będąc przebrana jako policjantka. Layla wygrała Diva Search 16 sierpnia.

#### Smackdown i feud z Kristal (2006-2007)
Layla po raz pierwszy oficjalnie pojawiła się w WWE na Summerslam w segmencie na zapleczu razem z innymi divami. W trakcie segmentu inne divy drażniły i dokuczały jej. Po tygodniu Layla zadebiutowała na Smackdown w wywiadzie prowadzonym przez The Miza jednak niewiele tam powiedziała, gdyż Miz w większości mówił o sobie. Po prawie miesięcznej telewizyjnej nieobecności powróciła 22 września na Smackdown. W trakcie tańca została zaatakowana przez Kristal Marshall. Jillian Hall pomogła jej, ale przed wyjściem z ringu zerwała koszulkę z Layli. Na gali No Mercy zażartowała sobie z The Miza. Miz chciał by Layla na jego urodziny wykonała lap dance jednak mając opaskę na oczach nie wiedział, że przed nim nie tańczy Layla tylko Big Dick Johnson. 20 października na Smackdown Layla wzięła udział w konkursie tanecznym. Została ogłoszona zwyciężczynią przez sędziów jednak prowadzący konkurs – The Miz ogłosił zwyciężczynią Marshall powodując złość i bójkę Div biorących udział w konkursie. W kolejnym tygodniu Layla zadebiutowała w ringu w pojedynku Diva Trick-or-Treat Battle Royal. Pojedynek zakończył się screwjobem. The Miz zepchnął Laylę z krawędzi ringu doprowadzając do zwycięstwa Kristal Marshall. Na kolejnym Smackdown Layla razem z Big Vito przegrała w mixed tag team matchu przeciwko Mizowi i Kristal. 1 grudnia na Smackdown Layla zadebiutowała w pojedynku 1 na 1 przeciwko Kristal Marshall i poniosła porażkę. 22 grudnia Layla razem z Ashley Massaro zmierzyła się w tag team matchu przeciwko Kristal Marshall i Jillian Hall, który wygrała po pinie Ashley na Jillian. Ten pojedynek zakończył feud z Kristal Marshall.

#### Extreme Exposé, menadżerowanie Williamowi Regalowi (2007-2009)
27 stycznia 2007 roku Layla została przeniesiona do ECW, gdzie razem z Kelly Kelly i Brooke Adams utworzyła segment Extreme Exposé. Ta trójka tańczyła co tydzień na ECW, a Layla była choreografką. W czerwcu 2007 roku The Miz został przeniesiony do tego brandu i rozpoczął storyline, w którym wszystkie trzy tancerki były nim zauroczone. Gdy Kelly Kelly zaczęła flirtować z Balls Mahoneyem, Layla, Brooke i Miz zaszydzili z niej, rozpoczynając heel turn Layli.
1 listopada na ECW, Brooke została zwolniona z WWE, co przyczyniło się do ostatecznego rozpadu Extreme Exposé, co spowodowało zwiększenie udziału Layli i Kelly Kelly w walkach. Stanęły one naprzeciwko siebie podczas Survivor Series w trakcie 10-Divas tag team matchu, gdzie zespół Layli przegrał. W grudniu Layla utworzyła sojusz z Victorią, który w styczniu 2008 roku rozszerzył się o Lenę Yadę. Ta trójka rozpoczęła feudować z Kelly Kelly. Na Wrestlemanii XXIV, Layla była lumberjill podczas Divas tag team lumberjill matchu. W kolejnym miesiącu, Layla była jedną ze zwycięskich Div w dwunastoosobowym pojedynku tag teamowym na gali Backlash. Podczas dodatkowego draftu, Layla została przeniesiona na Raw.  7 czerwca na Raw zadebiutowała podczas tag team matchu, gdzie razem z Jillian Hall przegrała z Kelly Kelly i Mickie James, które zostały ogłoszone nowymi Divami Raw tego samego wieczoru. Niedługo potem Layla rozpoczęła feud z Jamiem Noble’em, w którym to on chciał zaimponować Layli będąc pokonywanym tylko przez większych zawodników. 1 września Noble był w stanie pokonać Regala czym zaimponował Layli. W kolejnym tygodniu Layla poparła Williama Regla, który pokonał Noble’a w pojedynku rewanżowym. Na kolejnym Raw ogłosiła Noble’owi, że wreszcie znalazła wartościowego mężczyznę jakim jest William Regal. Przez kolejne miesiące Layla sporadycznie brała udział w walkach, najwięcej czasu poświęcała Regalowi. Była ona obecna przy ringu gdy William pokonał Santino Marellę i zdobył mistrzostwo interkontynentalne. 5 kwietnia 2009 roku, Layla wzięła udział w Divas battle royal na Wrestlemanii XXV, ale ten pojedynek wygrała Santina Marella.

#### LayCool i mistrzyni kobiet (2009-2011)

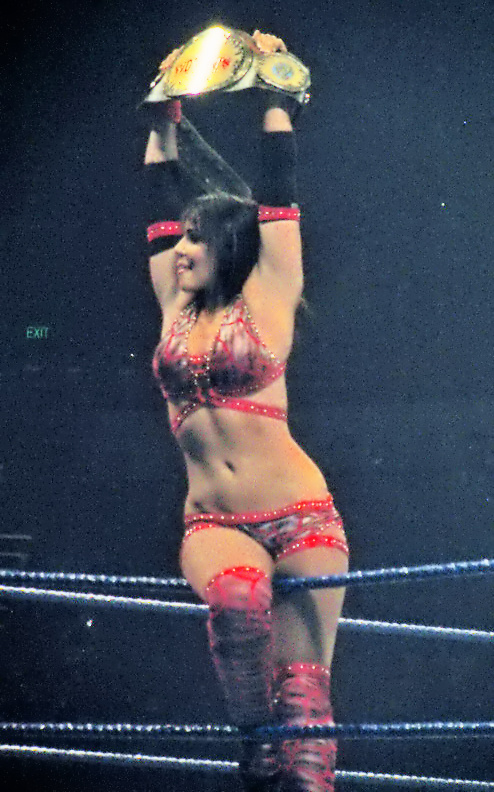
Layla jako WWE Women’s Championship

15 kwietnia 2009 roku na dodatkowym drafcie Layla została przeniesiona na Smackdown. Rozpoczęła feud z Eve Torres, w którym przegrała konkurs taneczny i siłowanie na rękę. 29 maja na Smackdown Layla poniosła porażkę z Eve. 18 czerwca na Superstars ponownie przegrała z Eve, a po pojedynku obie uścisnęły sobie dłonie. Następnie Layla utworzyła zespół z Michelle McCool, który nazwały one później LayCool. W październiku rozpoczęły one feud z Mickie James, wyśmiewając jej wagę i przysięgły jej, że zmuszą ją do opuszczenia Smackdown. Na gali Survivor Series, zespół McCool przegrał z zespołem Mickie James. Na gali TLC, Layla interweniowała w walce o pas Women’s Championship pomagając Michelle obronić pas w walce przeciwko Mickie. W styczniu 2010 roku na Royal Rumble, Layla przed pojedynkiem o tytuł wyszła w stroju grubaski i szydziła z Mickie James. Nim zdążyła wejść do ringu zaatakowała ją Mickie i w trakcie pojedynku „skorzystała” z oszołomionej Layli by odwrócić uwagę Michelle McCool i zdobyła tytuł. 12 lutego na Smackdown, Layla razem z Michelle pokonały w handicap matchu Mickie James. Pojedynek ten był konsekwencją upokorzenia Vickie Guerrero na zapleczu przez Mickie James. Później Vickie dołączyła do LayCool, towarzyszyła im w drodze do ringu jak i interweniowała w pojedynkach. Na Elimination Chamber, Layla i Michelle pokonały divy z Raw – Gail Kim i Maryse w pojedynku międzybranżowym div. Na Wrestlemanii XXVI, Layla była w zwycięskiej drużynie dziesięcioosobowego pojedynku tag teamowego div.
14 maja na Smackdown, Layla z Michelle zmierzyły się przeciwko mistrzyni kobiet Beth Phoenix w handicap matchu, w którym Layla po raz pierwszy sięgnęła po tytuł mistrzowski stając się też pierwsza brytyjską mistrzynią kobiet w WWE. Po zwycięstwie LayCool rozpoczęło się nazywać się współmistrzyniami kobiet. 1 czerwca, Layla i Michelle zostały mentorkami Kavala z drugiego sezonu NXT. 18 lipca po raz pierwszy Layla broniła pasa mistrzowskiego kobiet, kiedy to na gali Money in the Bank pokonała Kelly Kelly i obroniła tytuł. 30 lipca GM Smackdown Theodore Long poinformował LayCool, że może być tylko jedna mistrzyni kobiet i mają tydzień by wybrać która z nich nią będzie. W następnym tygodniu LayCool podzieliły pas kobiet na pół zostając przyjaciółkami i w ten sposób obeszły polecenia Generalnego Menadżera. We wrześniu Layla i Michelle zmierzyły się z mistrzynią Div Meliną na gali Night of Champions w pojedynku unifikującym pas. McCool wygrała w tym pojedynku z pomocą Layli i zunifikowała pasy w Unified Divas Championship. Layla stała się nieoficjalną współmistrzynią i obroniła pas w pojedynku przeciwko Melinie na pierwszym Raw po gali. Po tym jak zarówno Layla jak i Michelle McCool obroniły tytuł przeciwko Natalyi zmierzyły się z nią na Survivor Series w pojedynku handicapowym i utraciły tytuł na jej rzecz. Po Survivor Series Natalya i Beth Phoenix utworzyły zespół i kontynuowały feud z LayCool. Na TLC Layla i Michelle przegrały w Diva’s tag team tables matchu. LayCool wykorzystało swoją klauzulę rewanżową w styczniu 2011 roku i zapowiedziało walkę handicapową na Royal Rumble. Na gali anonimy Generalny Menadżer Raw dodał do walki o pas mistrzowski Div Eve Torres tworząc tym samym fatal four-way. W trakcie walki Eve przypięła Laylę i została nową mistrzynią.
11 marca na Raw LayCool i Dolph Ziggler interweniowali w walce Vickie Guerrero doprowadzając do jej zwycięstwa z Trish Stratus. Po pojedynku upokarzali Trish aż do momentu gdy przyszli z pomocą John Morrison i Nicole „Snooki” Polizzi. 21 marca na Raw, LayCool, Vickie Guerrero i Dolph Ziggler pokonali Stratus i Morrisona. Doprowadziło to do sześcioosobowego mixed tag team matchu 31 marca na Wrestlemanii XXVII, gdzie LayCool i Ziggler zostali pokonani przez zostali pokonani przez Morrisona, Snooki i Stratus.
LayCool rozpoczęło się rozpadać po utracie mistrzostwa Div i po przegranej ze Snooki. Layla i Michelle pojawiały się w segmentach gdzie uczestniczyły w terapii par. 8 kwietnia na Smackdown dalej panowała niezgoda w LayCool, gdzie w trakcie przegranego później pojedynku tag teamowego, Michelle unikała zmiany z Laylą twierdząc, że ma kontuzję pleców. 22 kwietnia na Smackdown, Michelle zaatakowała w trakcie terapii Laylę. Podczas Raw 25 kwietnia, na którym trwał draft Layla została pokonana przez Eve, a po pojedynku została zaatakowana przez Michelle, jednak ostatecznie to McCool bardziej ucierpiała. 29 kwietnia na Smackdown Layla zmierzyła się z Michelle McCool. Pojedynek zakończył się podwójnym wyliczeniem. Na gali Extreme Rules Layla pokonała w pojedynku bez dyskwalifikacji, bez wyliczeń, przegrany opuszcza WWE Michelle. 6 maja na Smackdown Layla pokonała Alicię Fox. W trakcie świętowania zwycięstwa Kharma zmusiła ją do ucieczki z ringu. Na Smackdown 13 maja Layla ogłosiła, że na Extreme Rules odniosła kontuzję kolana, wtedy to została zaczepiona i zaatakowana przez Kharmę by mogła ona telewizyjnie zniknąć. Pod koniec miesiąca potwierdzono, że Layla ma kontuzje więzadła krzyżowego przedniego i więzadła pobocznego piszczelowego co wymagało operacji.

#### Mistrzyni Divas i emerytura (2012-2015)
Layla powróciła do ringu w evencie Florida Championship Wrestling 22 kwietnia 2012 roku. 29 kwietnia powróciła do głównego rosteru na gali Extreme Rules jako face i stoczyła pojedynek z Nikki Bellą o Divas Championship, który wygrała i została nową mistrzynią. Kolejnego dnia na Raw obroniła pas w triple threat matchu przeciwko Nikki i Brie. 14 maja na Raw Layla rozpoczęła feud z Beth Phoenix. Beth po pojedynku zaatakowała Alicię Fox, a na ratunek Fox przybyła Layla. Layla pokonała Beth Phoenix na gali Over The Limit broniąc jednocześnie tytuł. Rewanż odbył się 6 dni później, gdzie Layla ponownie obroniła tytuł. Layla podczas gali Money in the Bank wzięła udział w sześcioosobowym starciu tag teamowym div, w którym ona, Kaitlyn i Tamina Snuka pokonały Beth Phoenix, Nataly’ę i Eve Torres po pinie Layli na Beth. 20 sierpnia na Raw Kaitlyn wygrała diva battle royal o miano pretendentki do tytułu. Na Night of Champions Kaitlyn została zaatakowana przez zamaskowaną osobę i zrezygnowała z title shota na rzecz Eve Torres. Eve pokonała Laylę i została nową mistrzynią. 27 września na Superstars Layla pokonała Eve Torres w non-title matchu i została pretendentką do tytułu. Layla miała możliwość odebrania pasa Torres 15 października, lecz nie powiodło się jej. Layla otrzymała title shota na gali Hell in a Cell, ale ponownie przegrała tym razem w triple threat matchu, w którym udział brała także Kaitlyn. 12 listopada Layla została pokonana w pojedynku o miano pretendentki do tytułu przez Kaitlyn. 16 grudnia na TLC Layla wzięła udział w „Santa’s Little helper” bat tle royal, w którym stawką było miano pretendentki jednak i tu nie udało jej się wygrać. Zarówno na Smackdown 4 stycznia jak i 15 lutego Layla przegrała z Taminą Snuką. Zrewanżowała się jednak 22 lutego, gdzie razem w teamie z Kaitlyn pokonała Aksanę i Taminę. W trakcie wejścia do ringu jak i po pojedynku Layla ukazywała swoją zazdrość o pas mistrzowski, który należał do Kaitlyn. 7 marca na Superstars Layla wreszcie pokonała Taminę w pojedynku 1 na 1 po kontrze Samoan Dropu na roll-up. 8 marca Layla towarzyszyła Kaitlyn w jej pojedynku z Taminą Snuką, ale przez przypadek odwróciła uwagę Kaitlyn przez co ta przegrała. 15 marca na Smackdown Layla ponownie utworzyła drużynę z Kaitlyn i pokonała Aksanę i Taminę Snukę. Layla dokonała zmiany na sam koniec pojedynku po wykonaniu speara przez Kaitlyn na Aksanie by uzyskać pinfall. 22 kwietnia Layla wzięła udział w battle royal o miano pretendentki do tytułu. Wyeliminowała ona Taminę Snukę i Aksanę jednak podstępem została wyeliminowana przez AJ, która udawała, że jest nieprzytomna po kopnięciu w głowę.
W dniu 29 lipca 2015, Layla poinformowała, że postanowiła wycofać się z wrestlingu.

## We wrestlingu
- Finishery
  - Bombshell (Roundhouse kick) — 2012–2015
  - Facelift (Diving somersault inverted facelock jawbreaker) — 2010–2011
  - Layout (Hangman's neckbreaker) — 2009–2015
  - Nasty Kick (Spinning roundhouse kick) — 2007–2010
- Singature moves
  - Butt bump to an opponent's face
  - Infinity
  - LOL – Lots of Layla (Springboard reverse crossbody)
  - Multiple kick variations
    - Back
    - Front drop
    - Shoot to a standing or seated opponent
    - Spinning trust

  - Multiple pinning variations
    - Jacknife hold
    - Roll-up
    - Sunset flip

  - Snapmare takeover
  - Spinning facebuster
  - Wrenching head scissors
- Z Michelle McCool
  - Finishery drużynowe
    - Double running big boot
    - kombinacja Leg Trap(Layla)+Big Boot(Michelle)

  - Drużynowy Signature move
    - Double forward Russian legsweep
- Menadżerowie
  - Lena Yada
  - Michelle McCool
  - Vickie Guerrero
  - Kaval
  - Rosa Mendes
- Menadżerowała
  - The Miz
  - Jamie Noble
  - William Regal
  - Michelle McCool
  - Kaval
  - Dolph Ziggler
  - Kaitlyn
- Pseudonimy
  - „Beautiful Brit”
- Muzyka wejściowa
  - „Move Along” – The All-American Rejects (14 lipca 2006–1 września 2006)
  - „Nasty Girl” – Vula Malinga, Drew Milligan i Nicole Nicholson (czerwiec 2007–8 stycznia 2010)
  - „Not Enough For Me” – Jim Johnston (3 lipca 2009–11 czerwca 2012; również używany w LayCool, 2013-2015)
  - „Insatiable” – Jim Johnston i Patsy Grime (18 czerwca 2012-2013)

## Mistrzostwa i nagrody
- National Basketball Association
  - Miami Heat 2006 Championship Ring
- Pro wrestling illustrated
  - PWI umieścił ją na 6. miejscu 50 najlepszych wrestlerek w roku 2012
- World Wrestling Entertainment
  - WWE Divas Championship (1 raz)[a]
  - WWE Women’s Championship (1 raz, ostatnia)
  - WWE Diva Search (2006)
  - Slammy Award for Knucklehead Moment of the year (2010)
  - WWE.com umieścił team LayCool na 36. miejscu na „The 50 Greatest Tag Teams in WWE History” (2012) – wraz z Michelle McCool